# Список локомотивов и МВПС СССР и России
Список локомотивов (паровозы, тепловозы, электровозы и так далее) и моторвагонного подвижного состава (МВПС) (электро-, дизель- и турбопоезда, автомотрисы), эксплуатировавшихся на железных дорогах СССР (с учётом Советской России) и (или) России, либо выпускавшихся советскими/российскими заводами на экспорт.

## Локомотивы

### Теплопаровозы
В списке используются следующие обозначения:
| Род службы   |
| ------------ |
| Грузовой     |
| Пассажирский |

| Серия  | Иллюстрация | Осевая формула | Год выпуска | Завод                                  |
| ------ | ----------- | -------------- | ----------- | -------------------------------------- |
| № 8000 |             | 1-4-1          | 1939        | Ворошиловградский паровозостроительный |
| № 8001 |             | 1-5-1          | 1948        | Ворошиловградский паровозостроительный |
| ТП1    |             | 1-5-1          | 1939        | Коломенский                            |

### Газотурбовозы
В списке используются следующие обозначения:
| Род службы                 |
| -------------------------- |
| Маневровый/Промышленный    |
| Магистральный грузовой     |
| Магистральный пассажирский |

| Тип передачи  | Тип передачи   |
| ------------- | -------------- |
| Электрическая | Гидравлическая |

| Серия            | Иллюстрация | Осевая формула  | Тип передачи   | Год выпуска | Завод                                                         | Количество                       |
| ---------------- | ----------- | --------------- | -------------- | ----------- | ------------------------------------------------------------- | -------------------------------- |
| Г1               |             | 3о—3о           | Электрическая  | 1959        | Коломенский                                                   | 1 секция                         |
| ГТ101            |             | 3—3             | Гидравлическая | 1960        | Луганский тепловозостроительный                               | 1 секция                         |
| ГП1              |             | 3о—3о           | Электрическая  | 1964        | Коломенский                                                   | 2                                |
| ГЭМ10            |             | (3о—3о)         | Электрическая  | 2006        | Брянский машиностроительный Людиновский тепловозостроительный | 1                                |
| ТГЭМ10           |             | (2о—2о)—(2о—2о) | Электрическая  | 2006        | Людиновский тепловозостроительный                             | 1 (1 моторная секция и 1 бустер) |
| ГТ1 (№ 001)      |             | 2 (2о—2о—2о)    | Электрическая  | 2007        | Воронежский тепловозоремонтный                                | 1                                |
| ГТ1h (№ 002—...) |             | 2 (4о—4о)       | Электрическая  | 2013        | Людиновский тепловозостроительный                             | 1                                |

## Моторвагонный подвижной состав

### Дизель-электропоезда
| Серия | Иллюстрация | Число мест | Тип передачи  | Годы выпуска | Завод |
| ----- | ----------- | ---------- | ------------- | ------------ | ----- |
| ДТ1   |             | 307        | Электрическая | 2009 — 2013  | ТорВЗ |

### Турбопоезда
Турбопоезда и турбовагоны в СССР заводами практически не выпускались, а создавались путём переделки дизель- и электропоездов.
| Обозначение                  | Иллюстрация | Число мест | Тип передачи  | Год выпуска | Изготовитель                          |
| ---------------------------- | ----------- | ---------- | ------------- | ----------- | ------------------------------------- |
| Экспериментальный турбовагон |             | —          | Электрическая | 1964        | ВНИИЖТ (переделка вагона от ДП11)     |
| ДП11                         |             | 119        | Электрическая | 1970        | ВНИИЖТ (переделка дизель-поезда ДП11) |
| СВЛ                          |             | —          | —             | 1970        | КВЗ (переделка вагона от ЭР22)        |